# 台灣強姦問題
強姦在台灣受中華民國刑法第16章「妨害性自主罪」規範。

## ＃MeToo
#MeToo於2018年3月從美國散播至臺灣。

## 統計
2017年內政部警政署通報台灣共3,353件「妨害性自主」案，其中「猥褻」佔83%，「性交」佔其餘的17%，性交下分四類：強制性交（293件）、對未成年成交（234件）、共同強制性交（15件）、權勢性交（0件）。
2017年台東縣22萬人口通報了77件「妨害性自主」案，比率為全台灣最高。NGO指台東的台灣原住民有青年外流、隔代教養、物資缺乏、未婚生子、逃家輟學問題，埋下了強姦的遠因。